# Континуум-гіпотеза
Конти́нуум-гіпо́теза — гіпотеза, яку висунув Георг Кантор у 1877 і згодом безуспішно намагався її довести, що її можна сформулювати таким чином:
Будь-яка нескінченна підмножина континууму є або зліченною, або континуальною.
Континуум-гіпотеза стала першою з двадцяти трьох математичних проблем, про які Давид Гільберт доповів на II Міжнародному Конгресі математиків в Парижі 1900 року. Тому континуум-гіпотеза відома також як перша проблема Гільберта.
1940 року Курт Гедель довів, що у системі аксіом Цермело—Френкеля з аксіомою вибору (ZFC), континуум-гіпотезу не можна спростувати (за припущення про несуперечність ZFC); а 1963 року американський математик Пол Коен довів, що континуум-гіпотезу не можна довести, виходячи з тих же аксіом (також у припущенні про несуперечність ZFC). Таким чином, континуум-гіпотеза не залежить від аксіом ZFC.

## Еквівалентні формулювання
Відомо кілька тверджень, еквівалентних континуум-гіпотезі:
- Пряма {\displaystyle \mathbb {R} } може бути розфарбована в зліченну кількість кольорів так, що ні для якої одноколірної четвірки чисел {\displaystyle a,b,c,d} не виконується умова {\displaystyle a+b=c+d.}[1]
- Площина {\displaystyle \mathbb {R} ^{2}} може бути повністю покрита зліченним сімейством кривих, кожна з яких має вигляд {\displaystyle y=f(x)} (тобто має єдину точку перетину з кожною вертикальною прямою) або {\displaystyle x=f(y)} (має єдину точку перетину з кожною горизонтальною прямою).[2]
- Простір {\displaystyle \mathbb {R} ^{3}} можна розбити на 3 множини так, що вони перетинаються з будь-якою прямою, паралельною осям Ox, Oy і Oz, відповідно, лише в скінченній кількості точок.[3]
- Простір {\displaystyle \mathbb {R} ^{3}} можна розбити на 3 множини так, що для кожної з них існує така точка P, що ця множина перетинається з будь-якою прямою, що проходить через P, лише в скінченній кількості точок.[4]

## Узагальнення
Узагальнена континуум-гіпотеза стверджує, що для будь-якої нескінченної множини S, кожна множина, кардинальне число якої більше, ніж у S, має кардинальне число, яке більше або дорівнює 2S.
Узагальнена континуум-гіпотеза також не суперечить аксіоматиці Цермело-Френкеля, і, як довели Серпінський 1947 р. і Шпеккер 1952 р., з неї випливає аксіома вибору.